# Julia Schmid
Julia Schmid (Klagenfurt, 2 de julio de 1988) es una deportista austríaca que compitió en piragüismo en la modalidad de eslalon.
Ganó dos medallas de bronce en el Campeonato Mundial de Piragüismo en Eslalon, en los años 2005 y 2015, y tres medallas en el Campeonato Europeo de Piragüismo en Eslalon entre los años 2005 y 2014.

## Palmarés internacional
| Campeonato Mundial | Campeonato Mundial    | Campeonato Mundial | Campeonato Mundial |
| Año                | Lugar                 | Medalla            | Competición        |
| ------------------ | --------------------- | ------------------ | ------------------ |
| 2005               | Penrith (Australia)   | Medalla de bronce  | K1 por equipos     |
| 2015               | Londres (Reino Unido) | Medalla de bronce  | C1 por equipos     |
| Campeonato Europeo |                       |                    |                    |
| Año                | Lugar                 | Medalla            | Competición        |
| 2005               | Tacen (Eslovenia)     | Medalla de bronce  | K1 por equipos     |
| 2013               | Cracovia (Polonia)    | Medalla de plata   | C1 individual      |
| 2014               | Viena (Austria)       | Medalla de plata   | C1 individual      |